# 龍光院 (宇和島市)
龍光院（りゅうこういん）は愛媛県宇和島市に所在する高野山真言宗の寺院。臨海山（りんかいざん）、福寿密寺（ふくじゅみつじ）、龍光院（りゅうこういん）と号す。本尊は十一面観世音菩薩。四国八十八箇所第四十番札所奥の院、四国別格二十霊場六番札所、南予七福神・毘沙門天。
- 本尊真言：おん まか きゃろにきゃ そわか
- 御詠歌：みめぐみの 杖をたよりに 有為の山 越えてもくもらぬ 月を見るかな

## 概要

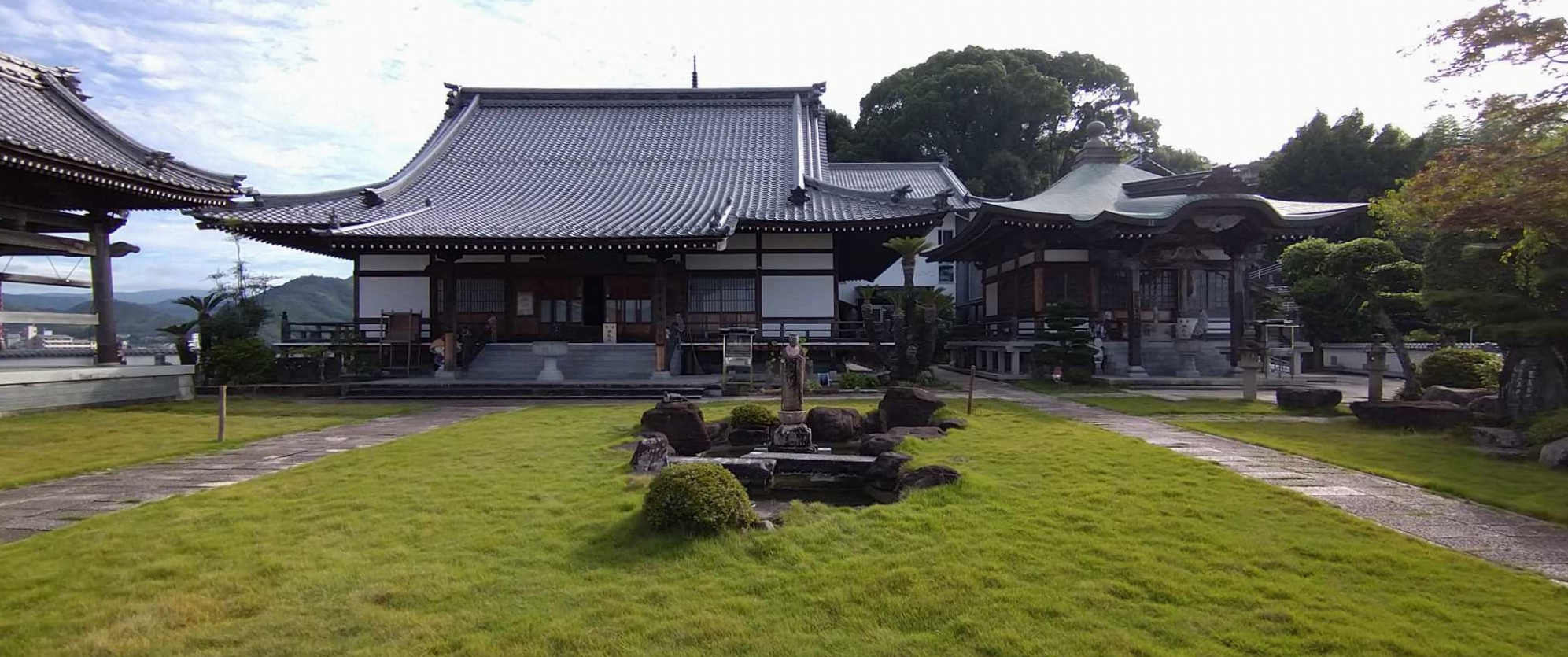
境内

江戸時代初期の元和元年（1615年）伊達秀宗が宇和島藩主として入部した。この際、宇和島城の鬼門にあたるこの地に、宇和島藩の安寧と領民の安泰を祈願して栄瑜上人を開山和尚に迎え寺院が建立された。以後、宇和島藩伊達家の祈願所となり、100石を藩より賜った。
寛永15年（1638年）大覚寺の二品宮親王が四国を巡錫した際、ここに立ち寄り臨海山福寿寺と名付けた。
平成20年（2008年）12月7日、護摩祈祷が行われた際に、飛び火により本堂屋根の一部を焼損した。平成22年金剛組の施工により本堂が復興した。

## 境内
- 本堂
- 大師堂
- 鐘楼
- 鎮守堂：稲荷大明神
- 除災招福大観音：平成2年（1990年）、裏山にある墓地の最上部に立てられた。
- 新四国百八カ所霊場お山めぐり：昭和45年（1970年）開創。除災招福大観音を中心に境内に広がっている。
- 句碑：芭蕉「父母の志き里に恋し雉子の聲」（1845年建立）が大師堂の前方にあり、小泉英「芭蕉忌や母は宇和島の人のよし」がその左にある。手束妙絹尼「降る花にいのち踏みのし発願寺」が正面からの石段の右の仁王像から回り込んだところにある。

国道320号の宇和島駅前で路地に入ったとこにあり、石段前に駐車し、その石段を111段上がると、本堂のある広い境内に達する。本堂の右に大師堂があり、その両堂の間を入って行くと右手に納経所がある。本堂の中に入って参拝することができる。身体に難がある方は、向かって右からの車道で本堂裏に上がれる。

## 文化財
宇和島市指定史跡
- 椎本芳室の寶篋塔：宇和島市最古の文学碑。江戸時代前期の大坂談林派俳諧の宗匠・椎本芳室（しのもと ほうしつ）の功績と長寿を讃えた寿蔵碑である。宇和島の商人で芳室の弟子である谷脇恩竹が延享3年（1746年）に建立した。平成11年（1999年）1月18日指定。[1]

## 画像

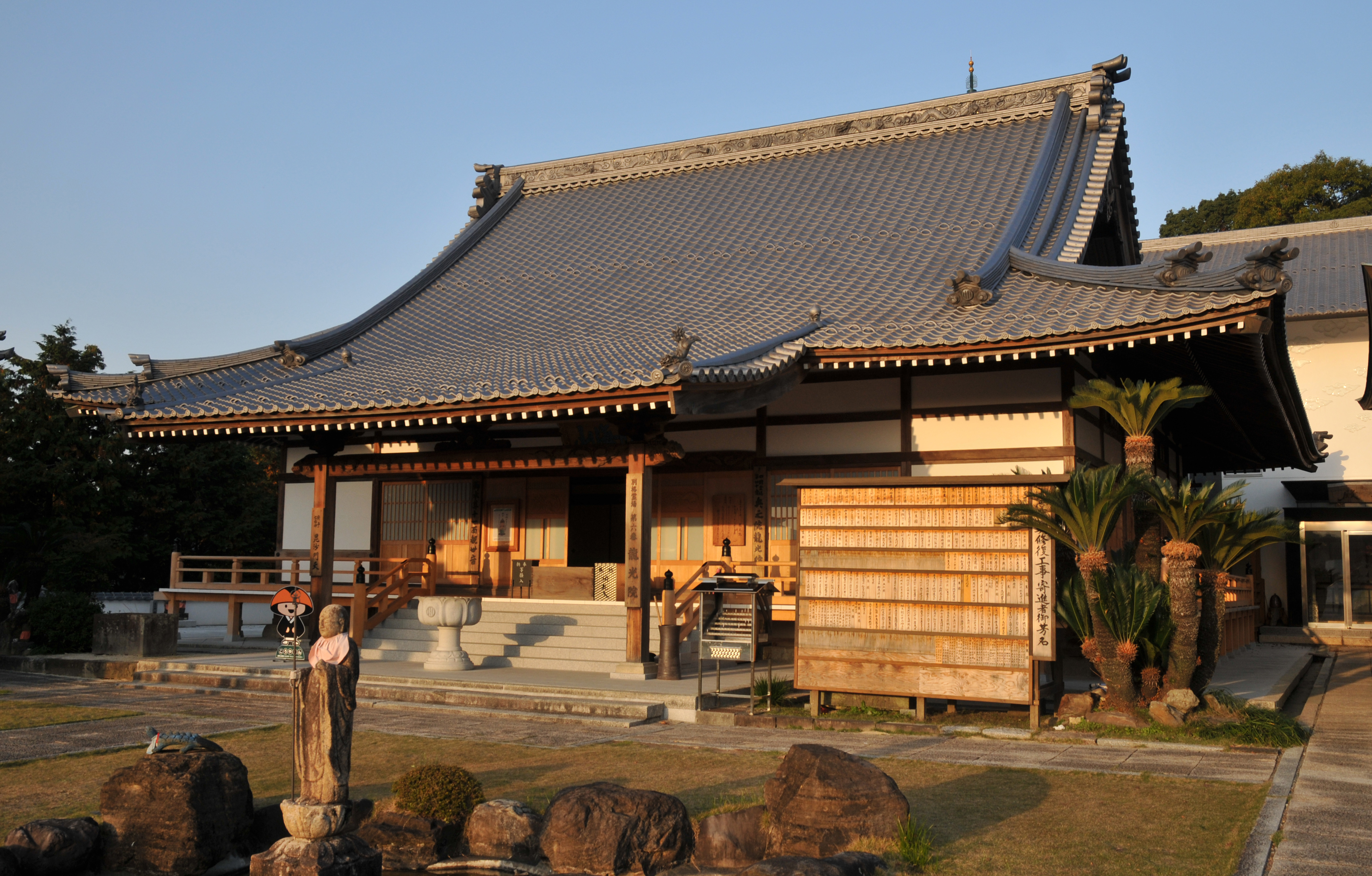
本堂
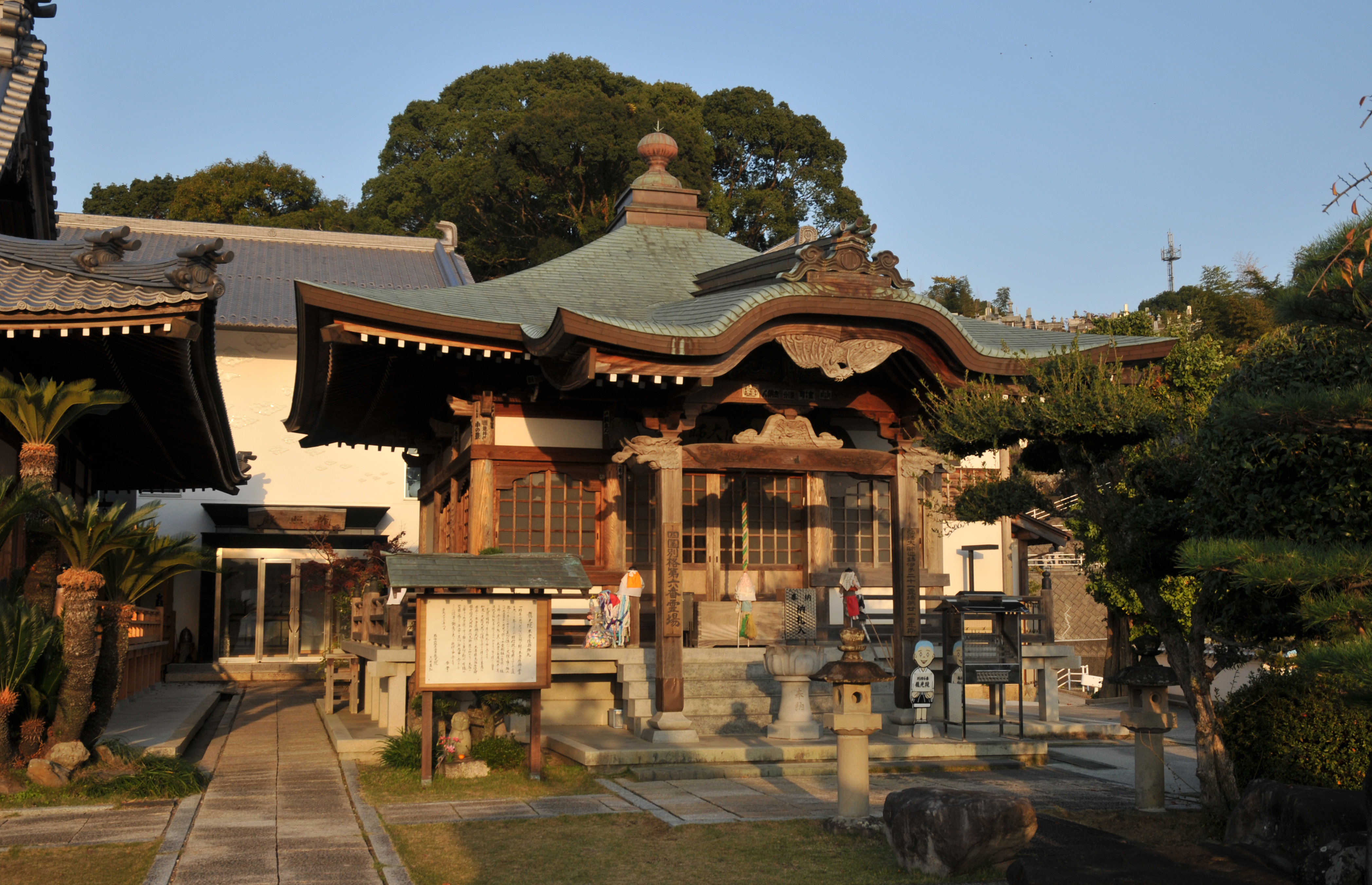
大師堂
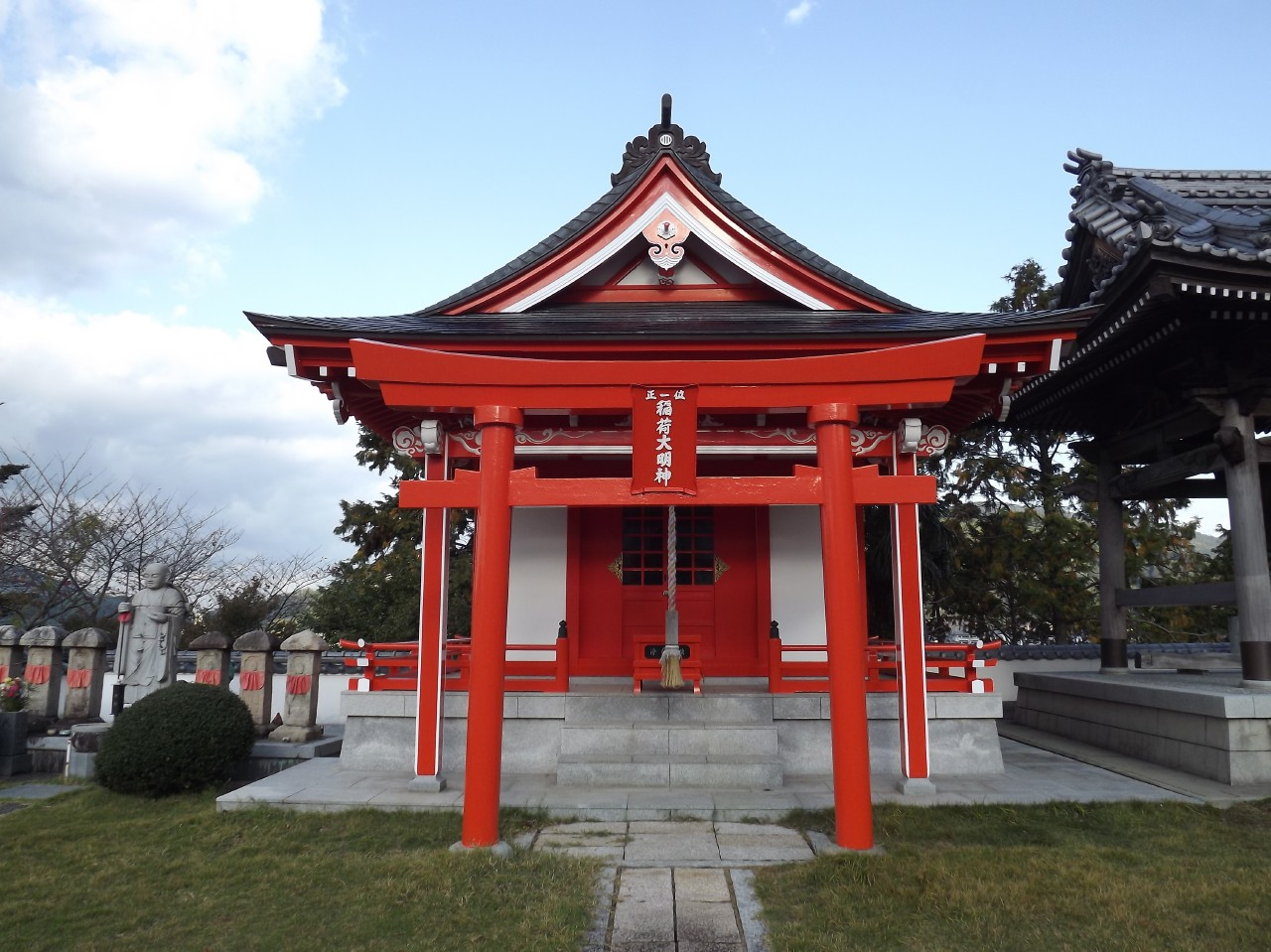
稲荷大明神
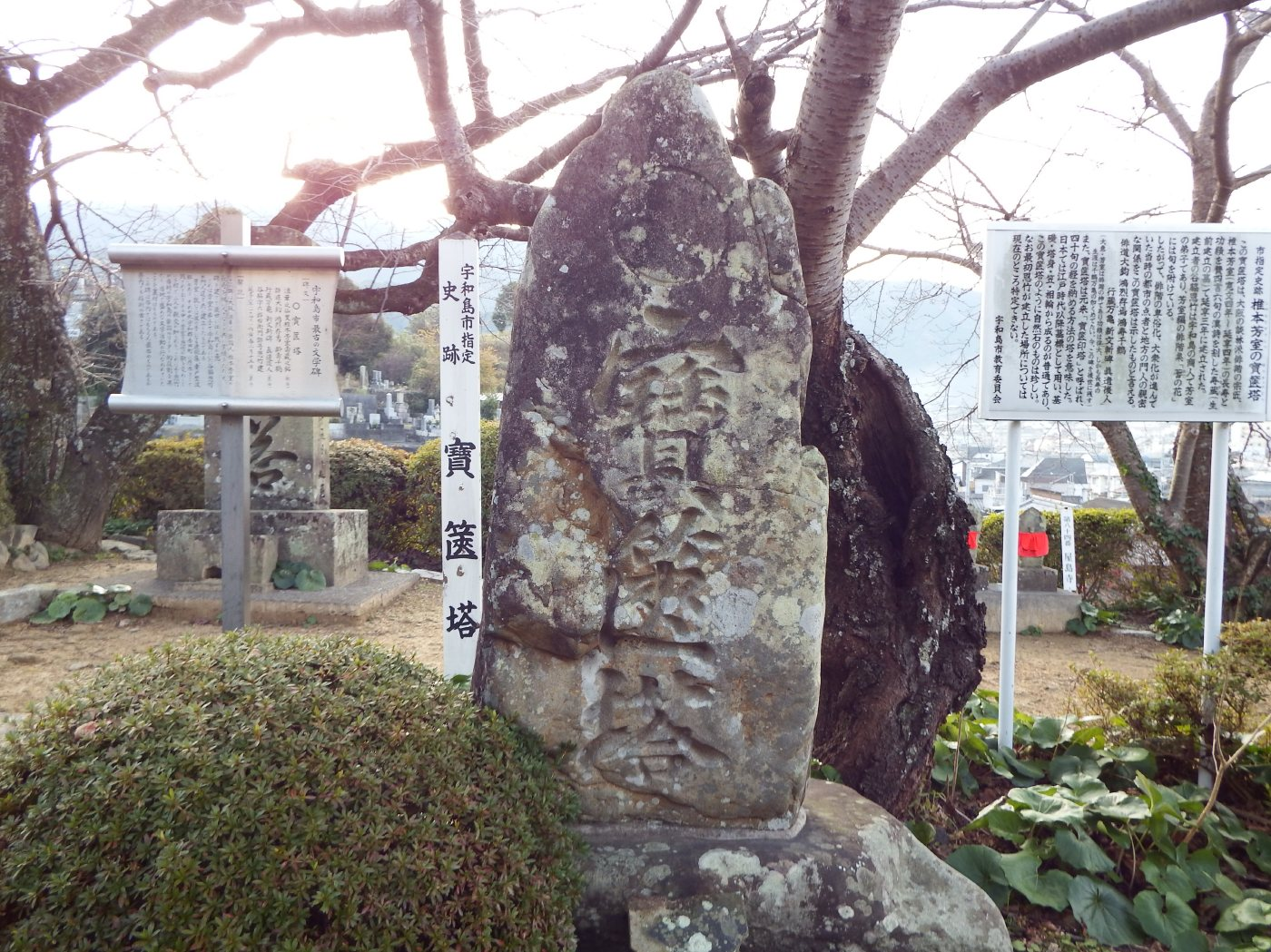
椎本芳室の寶篋塔
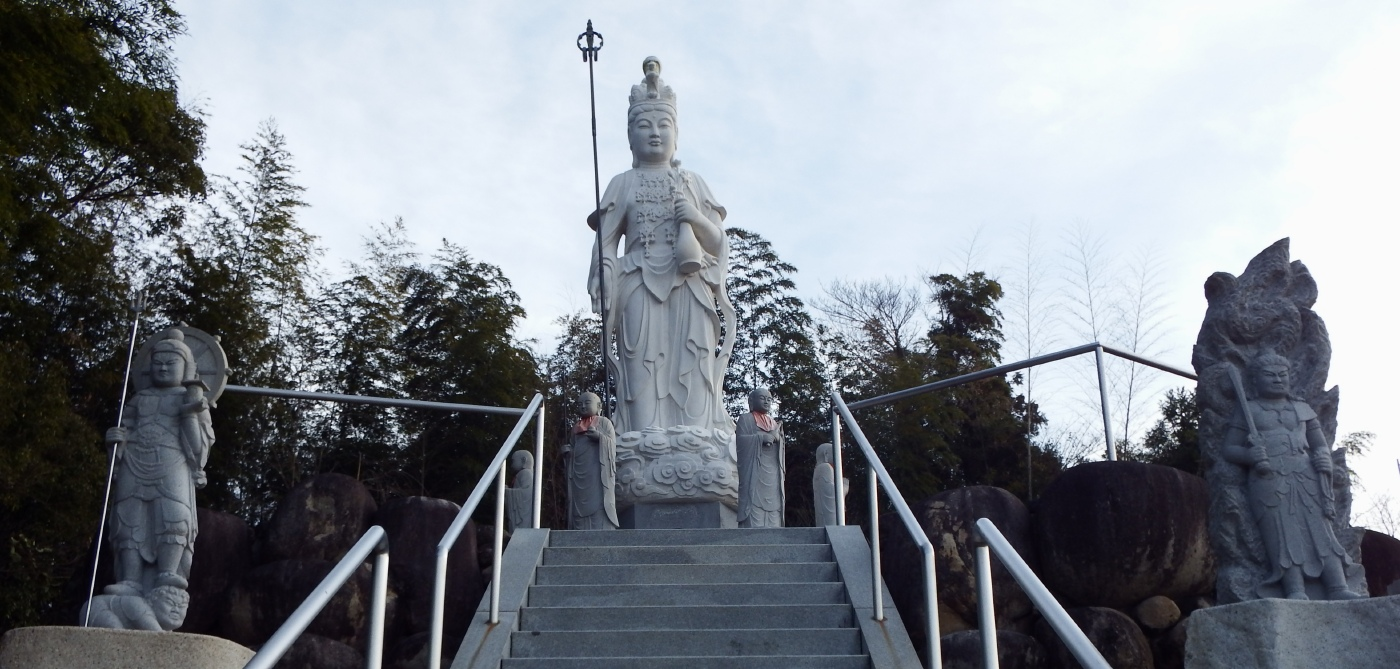
大観音像

## 交通案内
鉄道
- 四国旅客鉄道（JR四国） 予讃線 – 宇和島駅から徒歩5分

道路
- 国道320号線 宇和島駅前（宇和島自動車ビル） (10 m)

## 奥の院

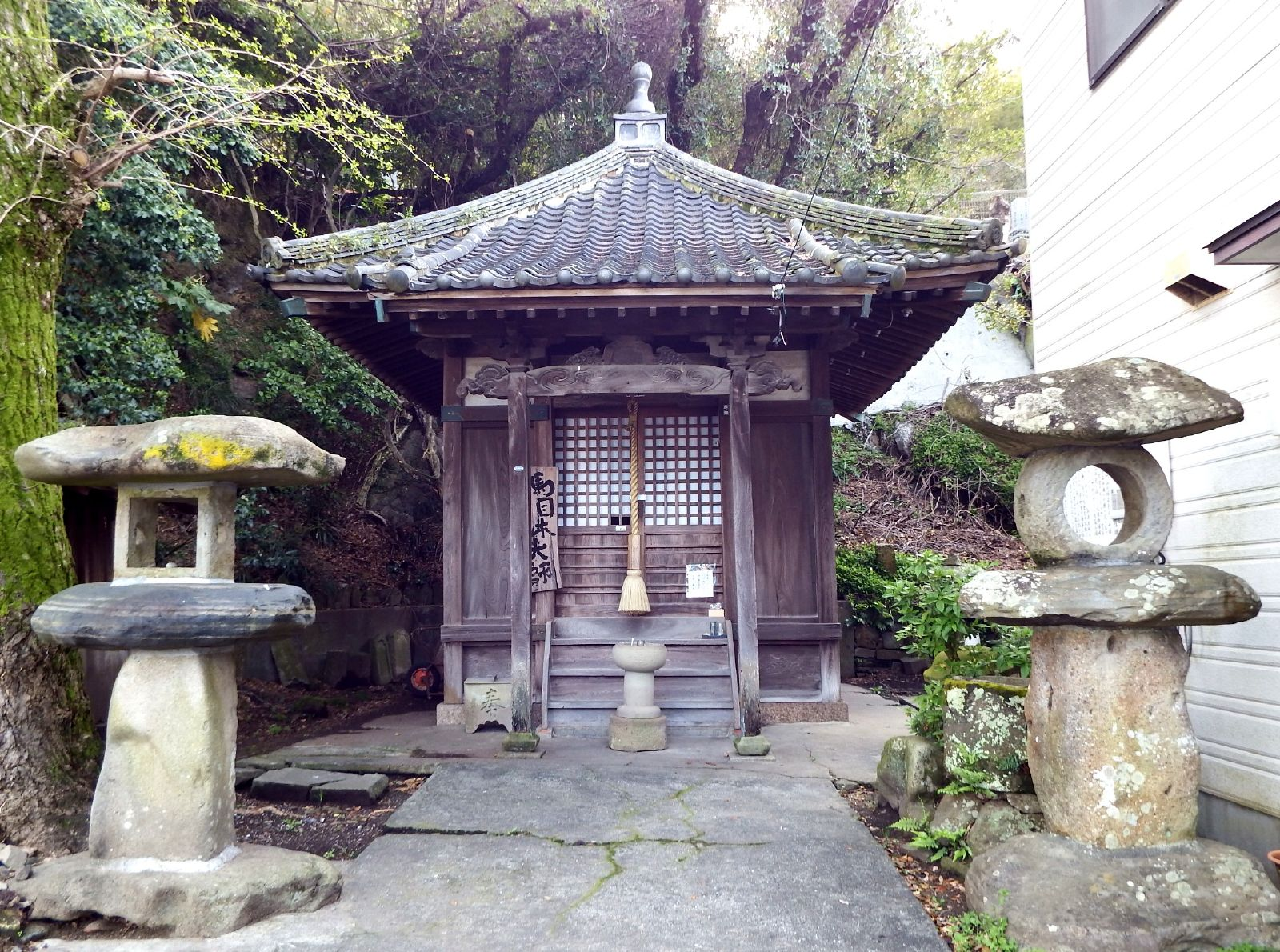
馬目木大師

鯨大師（遍照山願成寺）
九島大橋により上陸後、反時計回りに周回道路を約2 km、さらに徒歩200 m鯨谷を登ればある。この鯨大師も参照のこと。
- 所在地：愛媛県宇和島市九島蛤 （鯨大師）

（参照）馬目木大師（まめきだいし）
上記の鯨大師は弘法大師の創建と伝えられる。鯨大師は島で参拝には不便ということで寛永8年（1631年）に対岸の元結掛に移され、その後明治時代に、龍光院に合わせ祀られ、残されたお堂を馬目木大師と呼ばれるようになった。
- 所在地：愛媛県宇和島市元結掛1-24  （馬目木大師堂）

## 前後の札所
四国八十八箇所
40 観自在寺 --(41.1 km)-- 40番奥の院 龍光院 --(10.4 km) -- 41 龍光寺
四国別格二十霊場
5 大善寺 --（檮原町・鬼北町経由 95.4 km）-- 6 龍光院 --（八幡浜市経由 54.5 km）-- 7 出石寺